# Taxodium

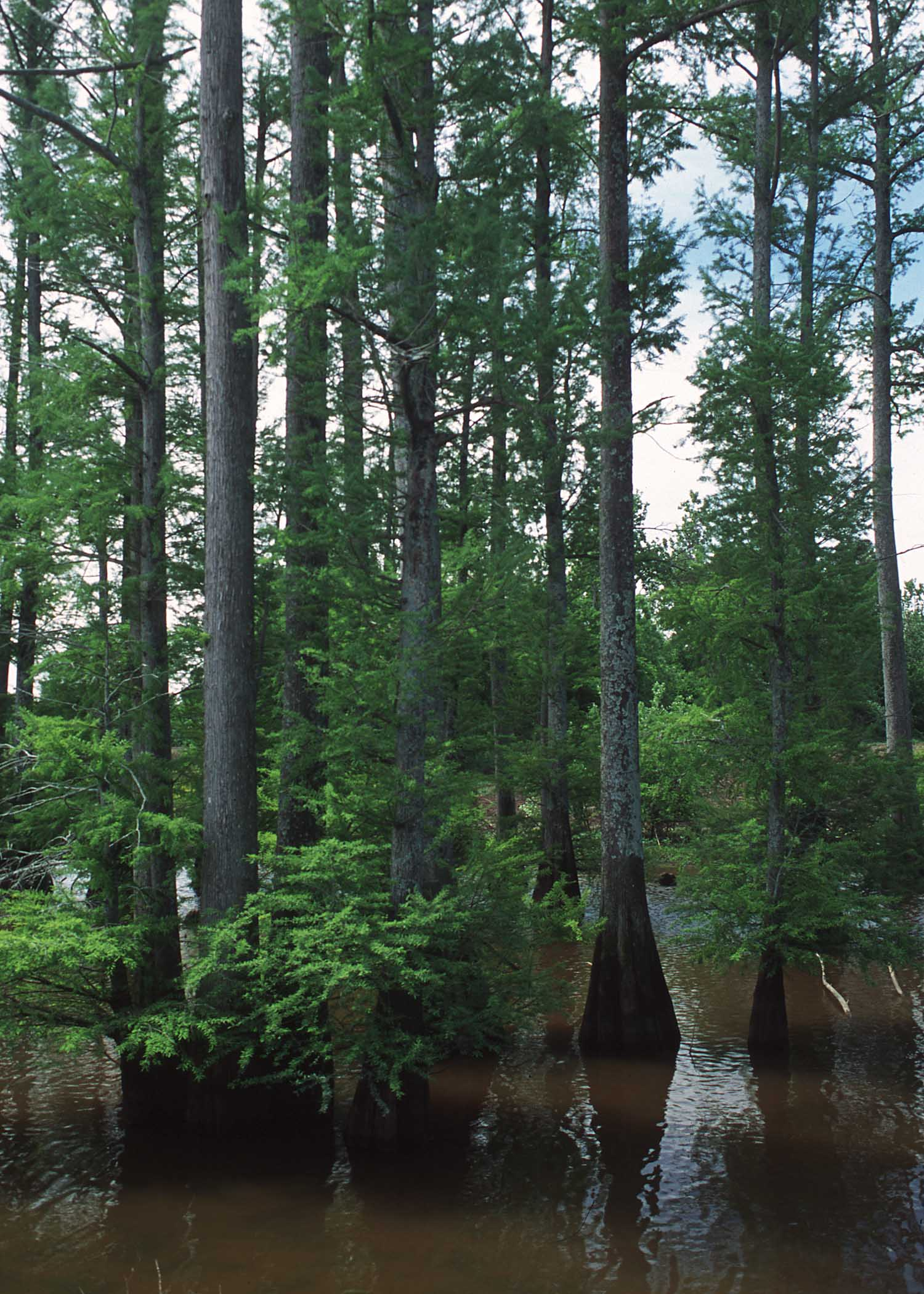
Floresta de Taxodium distichum num lago do centro do Mississippi.

Taxodium é um género de conífera pertencente à família Cupressaceae, que agrupa três espécies (alguns taxonomistas consideram apenas uma espécie com três subespécies) de ciprestes (Cupressaceae) extremamente tolerantes ao encharcamento do solo.

## Descrição
O nome genérico é derivado da palavra latina taxus, que significa "teixo", e da palavra grega εἶδος (eidos), que significa "semelhante". No contexto da família Cupressaceae, o género Taxodium está filogeneticamente mais próximo dos géneros Glyptostrobus (o cipreste-chinês) e Cryptomeria.
As espécies do género Taxodium ocorrem na parte sul da América do Norte, sendo caducifólias no norte e semi-perenifólias a perenifólias no sul. São grandes árvores, atingindo 30-50 m de altura e 2-3 m (excepcionalmente 11 m) de diâmetro do tronco.
As folhas são semelhantes a agulhas, com 0,5-2 cm de comprimento, com filotaxia em espiral nos rebentos, rodadas na base, de modo a formar duas filas planas de cada lado do caule.
As pinhas (ou cones) são globosas, com 2-3,5 cm de diâmetro, com 10-25 escamas, cada escama com 1-2 sementes. Amadurecem 7–9 meses após a polinização, altura em que as escamas se separam para liberar as sementes. Os estróbilos masculinos (produtores de pólen) são produzidos em racemos pendulares e liberam seu pólen no início da primavera.
As espécies de Taxodium produzem pneumatóforos radiculares, os joelhos de cipreste, quando crescem dentro ou ao lado da água em solos encharcados (ou solos hídricos). A função desses joelhos é atualmente objecto de investigação.

## Usos

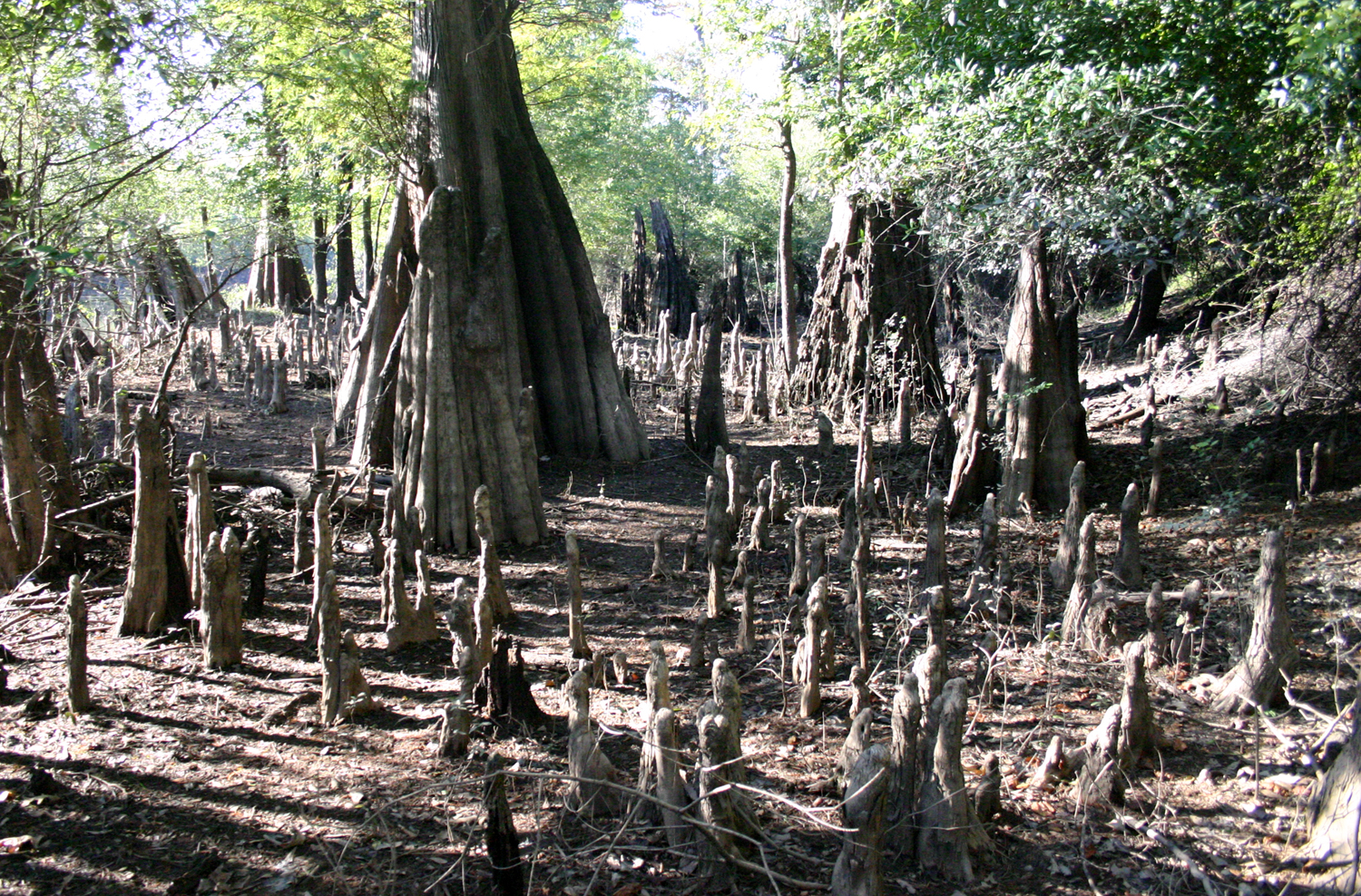
Joelhos de cipreste expostos pela descida das águas (Wee Tee Lake, South Carolina)

A madeira destas árvores é especialmente apreciada por ter o cerne extremamente resistente à podridão e ao ataque por térmitas. O cerne contém um sesquiterpeno chamado cipresseno, que atua como uma conservante. Demora décadas para que o cipresseno se acumule significativamente na madeira, pelo que a madeira retirada de árvores antigas é mais resistente ao apodrecimento do que a madeira de florestas secundárias. No entanto, a idade da árvore também aumenta a suscetibilidade ao fungo Stereum taxodii, causador de podridão, que ataca o cerne e faz com que algumas árvores danificadas se tornem ocas e, portanto, inúteis para a produção de madeira.
A madeira de cipreste calvo era muito usada antigamente no sudeste dos Estados Unidos para cobertura de telhados com telhas de madeira (roof shingle). A casca moída destas árvores é usada como cobertura morta.

## Filogenia e sistemática

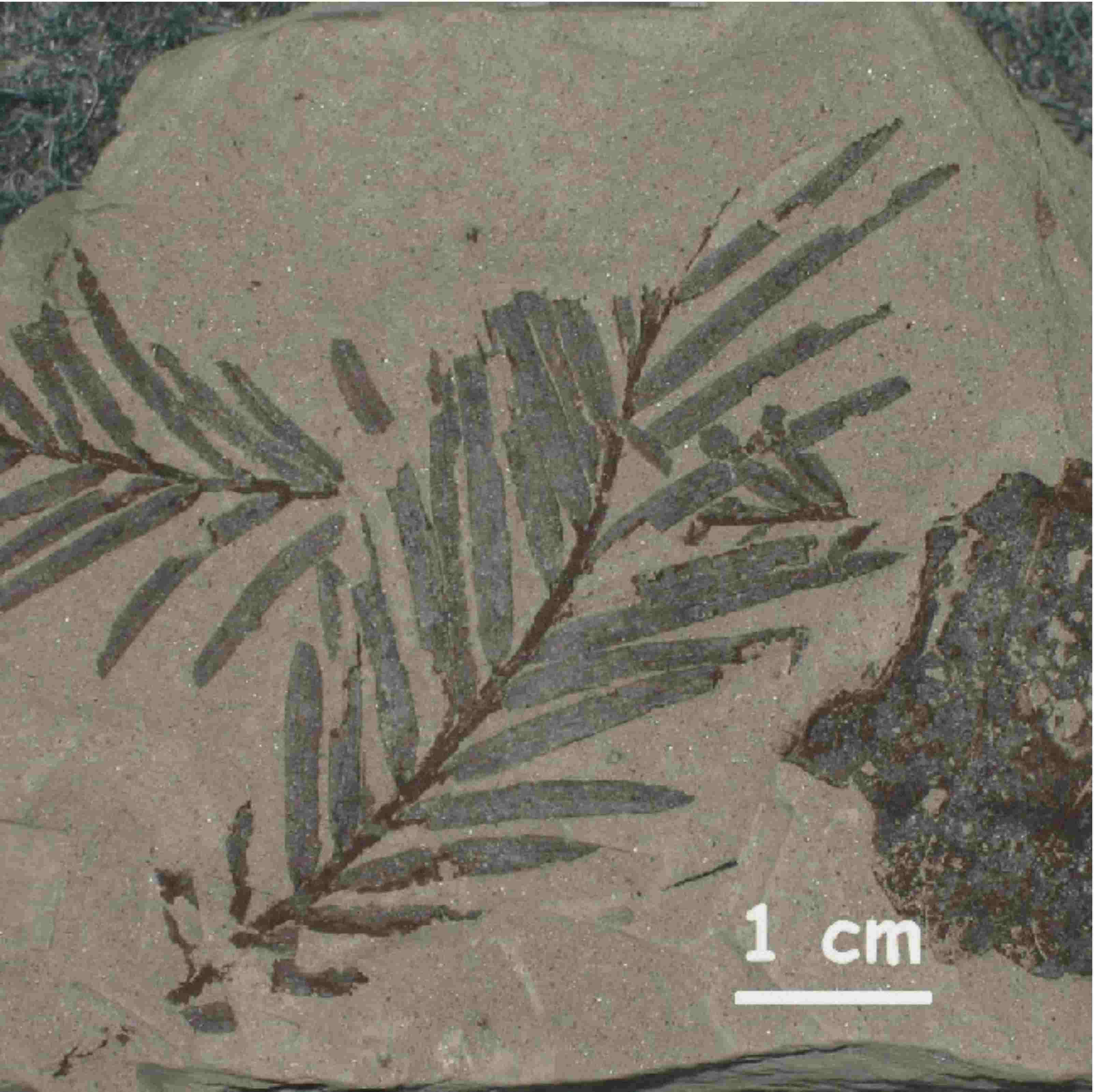
Folha fossil de Taxodium dubium com 8 milhões de anos (em lenhite de Hambach, Alemanha.

Em períodos geológicos anteriores, o género Taxodium foi muito mais difundido no Hemisfério Norte do que no presente. Os fósseis mais antigos foram encontrados em depósitos do Cretáceo Superior da América do Norte. As árvores persistiram na Europa até cerca de 2,5 milhões de anos atrás, desaparecendo durante o Plioceno.

### Espécies extantes
Os três táxons extantes de Taxodium são geralmente tratados como espécies distintas, embora alguns bbotânicos os tratem em apenas uma ou duas espécies, com os restantes sendo considerados como subespécies de alguma das espécies consideradas. Os três táxons são morfologicamente distintos e apresentam ecologia diversa, crescendo em ambientes diferentes, mas hibridizam onde a sua distribuição se sobreponha.
| Imagem | Nome                            | Nome comum                                                   | Distribuição |
| ------ | ------------------------------- | ------------------------------------------------------------ | --- |
|        | Taxodium ascendens Brongn.      | cipreste-das-lagoas (pond cypress)                           | Ocorre dentro da região de distribuição natural de Taxodium distichum, mas apenas na planície costeira do sudeste de Carolina do Norte até à Louisiana. Ocorre em rios de águas negras lentas, lagoas e pântanos sem depósitos de inundação ricos em silte. |
|        | Taxodium distichum (L.) Rich.   | cipreste-calvo (bald cypress)                                | Nativo de grande parte do sudeste dos Estados Unidos, desde o Delaware ao Texas, ocorrendo especialmente na Louisiana e na bacia do rio Mississippi para o sul de Indiana. Ocorre principalmente ao longo de rios com depósitos de inundação ricos em sedimentos. |
|        | Taxodium mucronatum Ten. 1853   | cipreste-de-montezuma (montezuma cypress, ahuehuete, sabino) | Ocorre na região inferior da bacia do Rio Grande, estendendo-se para sul até às terras altas da Guatemala. Difere das outras duas espécies por ser substancialmente perene. Um espécime em Santa María del Tule, Oaxaca, a Árbol del Tule, tem 43 m de altura e tem a maior espessura de tronco de todas as árvores conhecidas, com 11,42 m de diâmetro. É uma árvore ripária, ocorrendo nas margens de riachos e rios, mas não em pântanos como as restantes espécies deste género. |
|        | †Taxodium dubium (Sternb.) Heer | extinto                                                      | |

Anteriormente as seguintes espécies estiveram integradas no género Taxodium, sendo entretanto segregadas para outros géneros:
- Glyptostrobus pensilis (Staunton ex D.Don) K.Koch (como Taxodium japonicum var. heterophyllum Brongn.)
- Sequoia sempervirens (D.Don) Endl. (como Taxodium sempervirens D.Don)